# Debréte
Debréte ist eine ungarische Gemeinde im Kreis Edelény im Komitat Borsod-Abaúj-Zemplén.

## Geografische Lage
Debréte liegt in Nordungarn, 44 Kilometer nördlich des Komitatssitzes Miskolc und 25 Kilometer nordöstlich der Kreisstadt Edelény. Nachbargemeinden sind Tornaszentjakab, Viszló und Tornabarakony. Im Ort entspringt der Fluss Debréte-patak.

## Sehenswürdigkeiten
- Feuerspritze

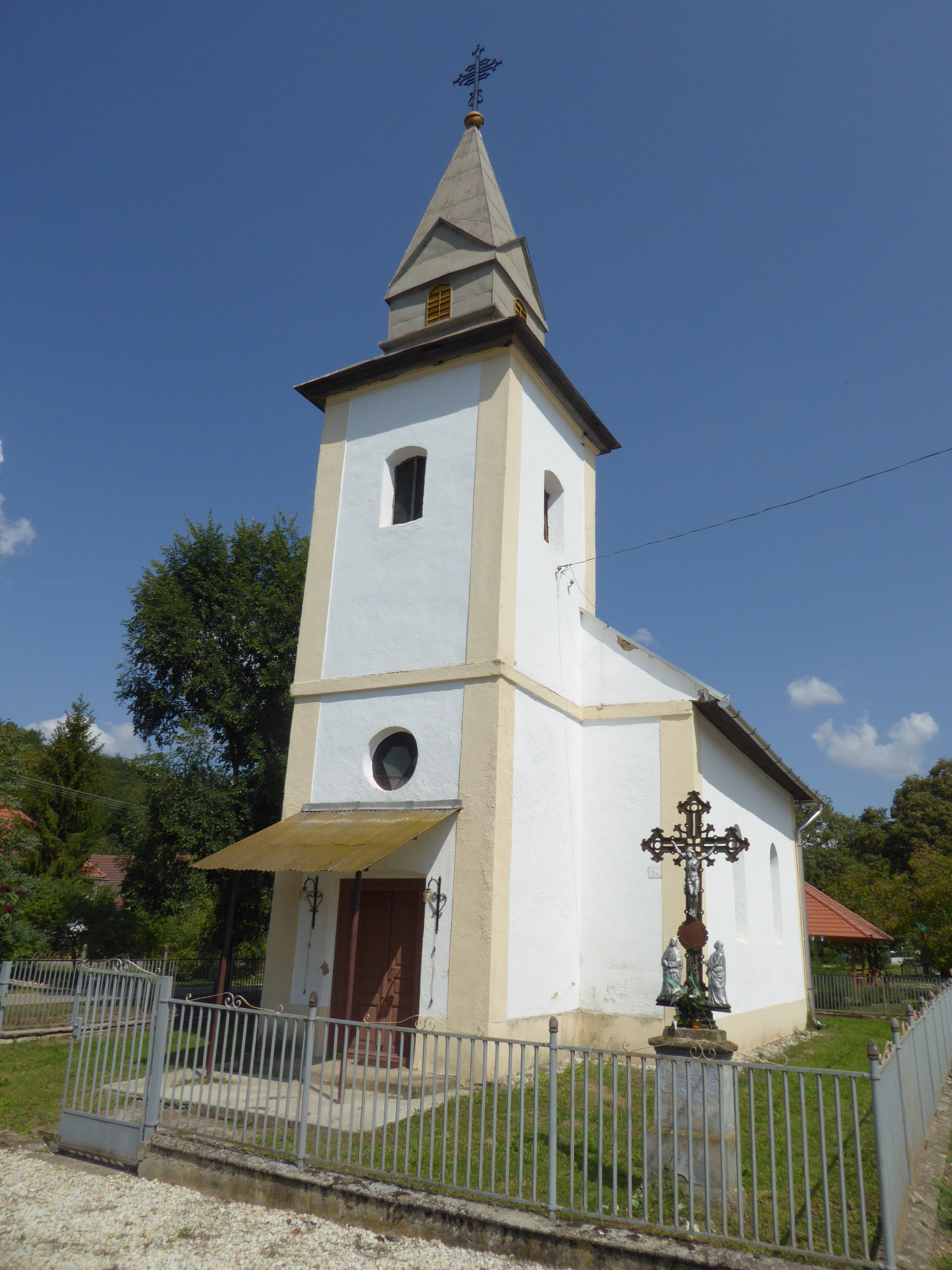
Griechisch-katholische Kirche Szent Kereszt felmagasztalása
- Hölzerner Glockenturm
- Holzskulptur Öregember
- Ölmühle
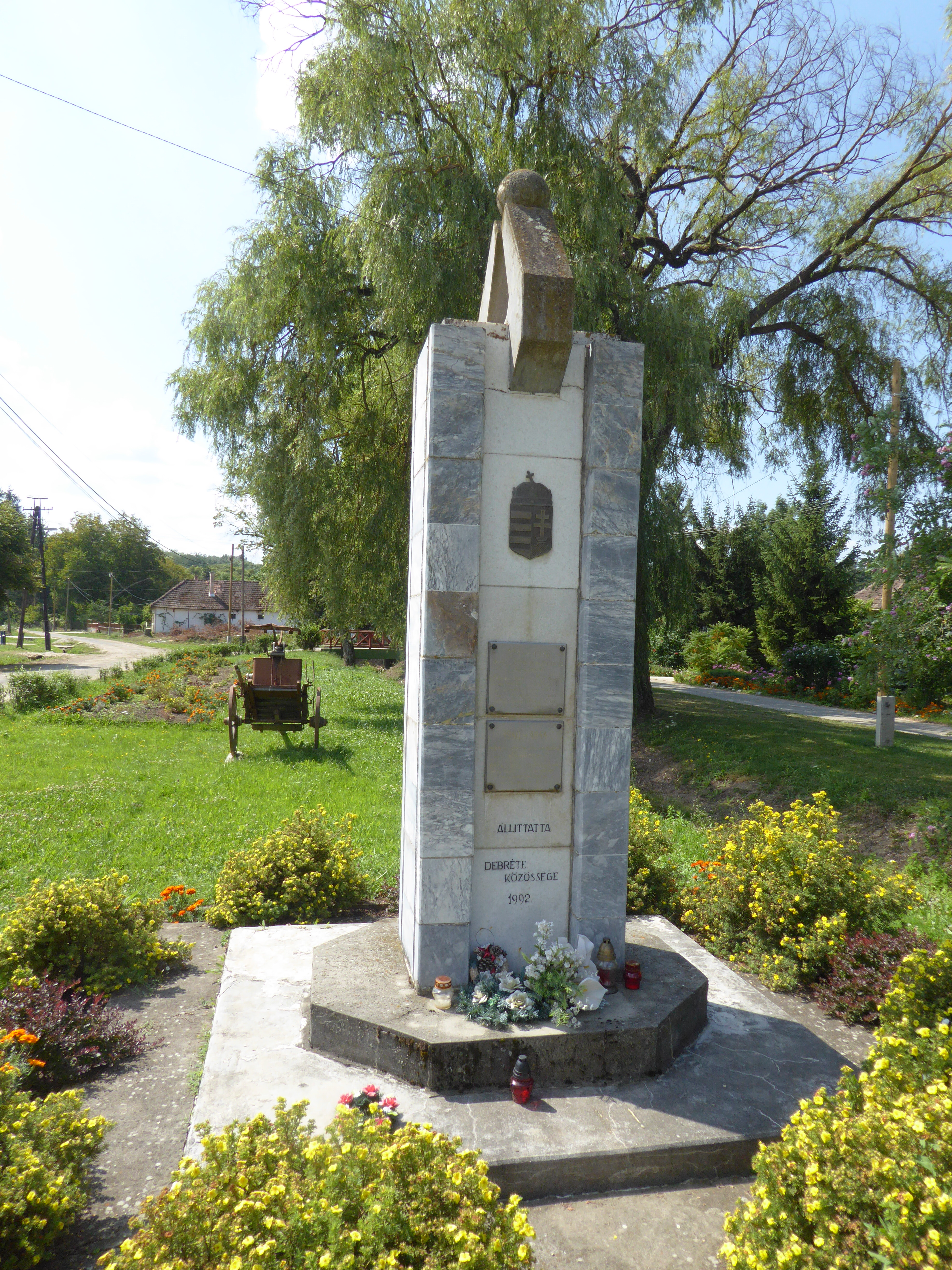
Weltkriegsdenkmal
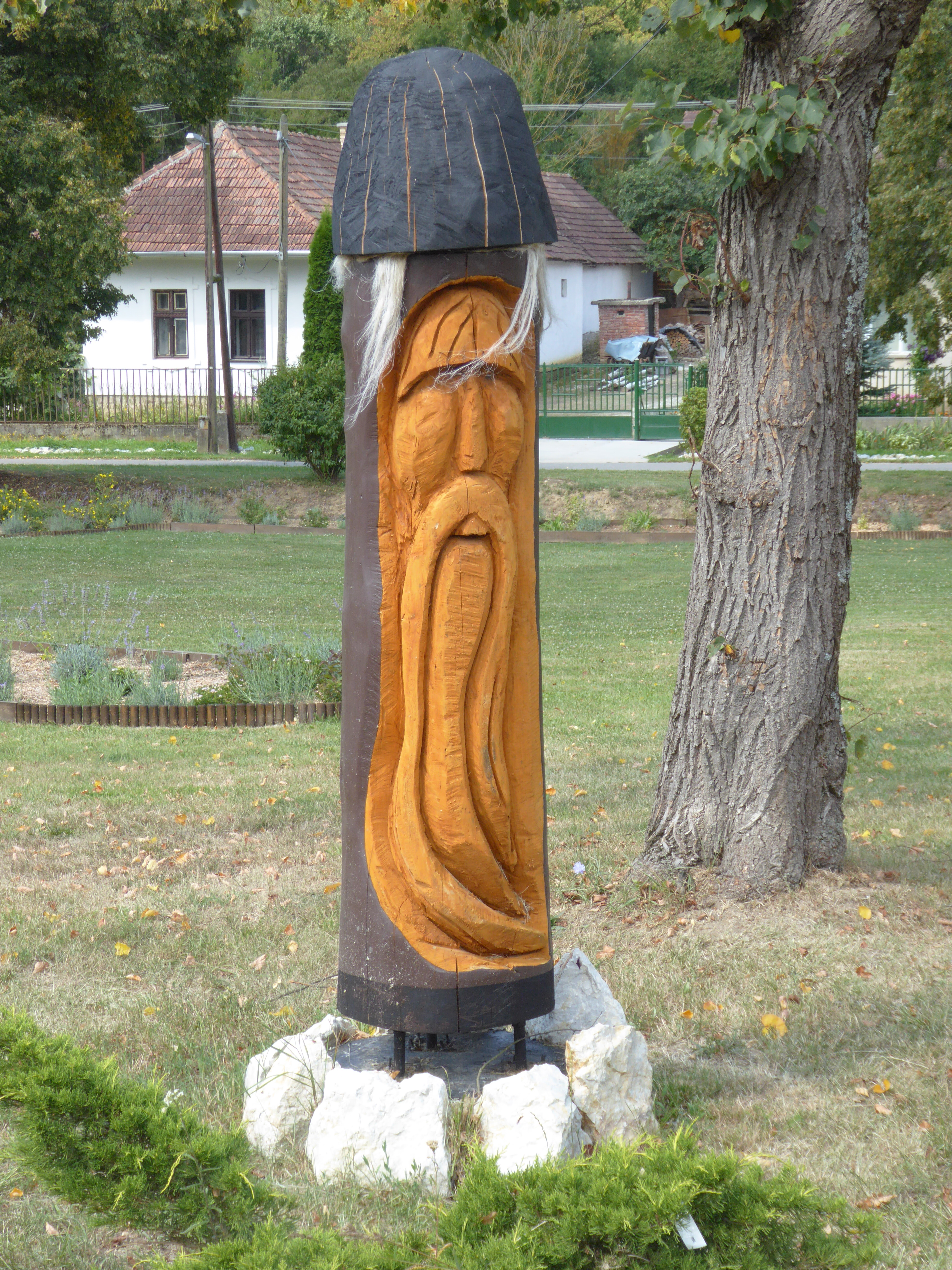
Holzskulptur Öregember
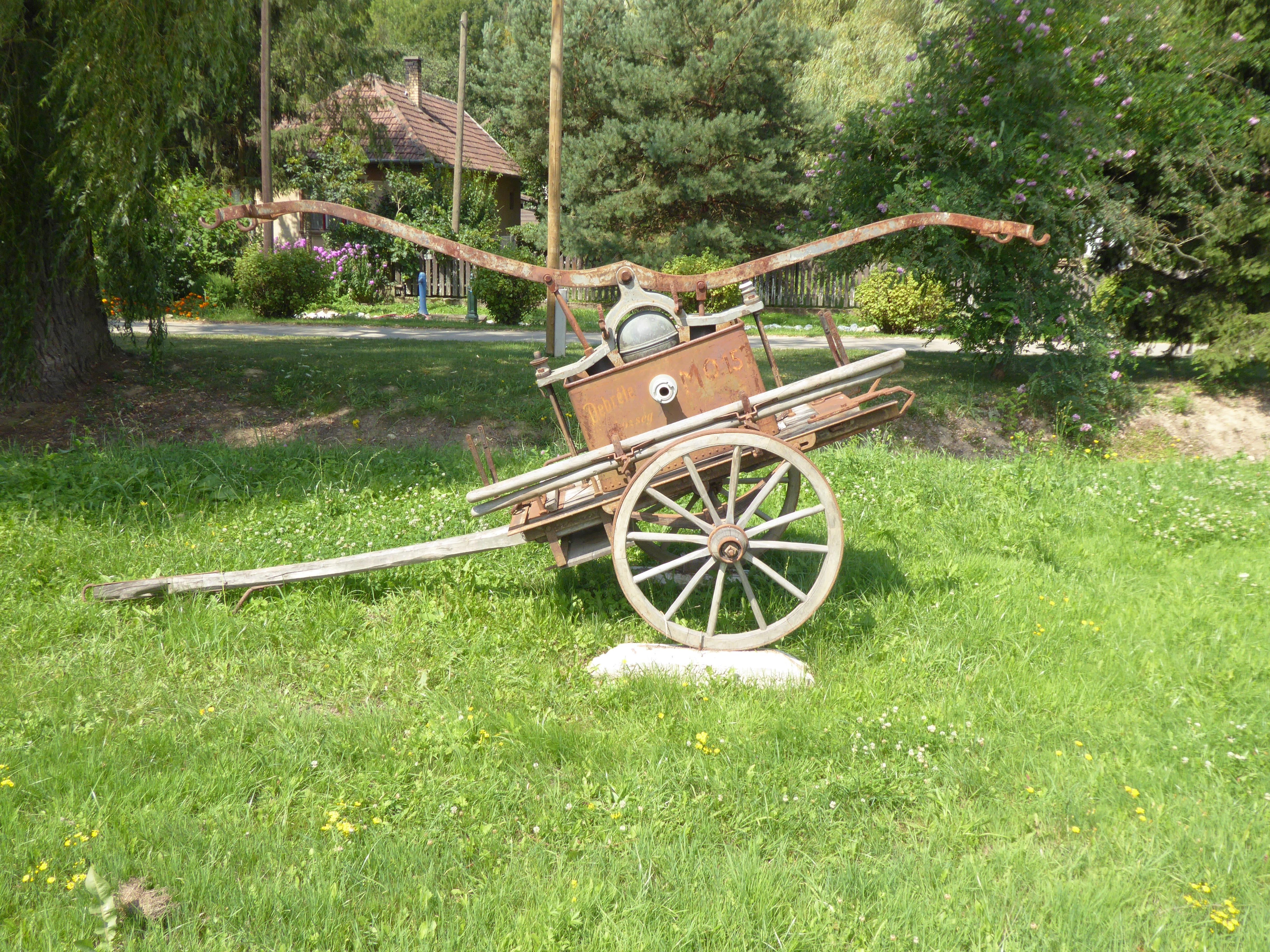
Feuerspritze

- Griechisch-katholische Kirche Szent Kereszt felmagasztalása
- Weltkriegsdenkmal
- Holzskulptur Öregember
- Feuerspritze

## Verkehr
Debréte ist nur über die Nebenstraße Nr. 26112 zu erreichen, ein Kilometer östlich des Ortes verläuft die Landstraße Nr. 2614. Es bestehen täglich zwei Busverbindungen nach Edelény. Der nächstgelegene Bahnhof befindet sich nordwestlich in Komjáti.